# 安佐島
安佐岛（：／ Anjwado */?），是大韩民国的岛屿，位于全罗南道海岸，由新安郡负责管辖，面积45.2km²，2014年人口3,442。